# Liao Čcheng-č’
Liao Čcheng-č’ (čínsky pchin-jinem Liào Chéngzhì, znaky 廖承志; 25. září 1908 – 10. června 1983) byl čínský komunistický diplomat a politik, pocházel z prominentní rodiny vysokých představitelů Kuomintangu, byl synem Liao Čung-kchaje a Che Siang-ning. Ve 30. a 40. působil jako aktivista Komunistické strany Číny, po založení Čínské lidové republiky pracoval v mládežnickém a mírovém hnutí a v diplomacii, zvláště se věnoval otázkám zámořských Číňanů a vztahům s Japonskem. Za kulturní revoluce byl pronásledován, po rehabilitaci se vrátil do diplomacie, vedl výbor pro záležitosti zámořských Číňanů při státní radě a účastnil se jednání o Hongkongu. Byl dlouholetým kandidátem a členem ústředního výboru KS Číny, roku 1982 byl zvolen členem politbyra.

## Život

### Mládí
Liao Čcheng-č’ se narodil 25. září 1908 v Tokiu. Jeho otcem byl Liao Čung-kchaj, Číňan amerického původu a blízký spolupracovník Sunjatsena v Čínské alianci, matkou Che Siang-ning, feministka, která se také angažovala v Čínské alianci. Rodina se po několika letech vrátila do Hongkongu, roku 1915 odešli zpět do Japonska, kde se Liao Čcheng-č’ učil na prominentní katolické škole Gjósei. od roku 1919 rodina žila opět v Číně, Liao Čcheng-č’ se vzdělával na univerzitě Ling-nan v Kantonu.
Roku 1925 po smrti vůdce Kuomintangu Sunjatsena byl jeho otec jedním ze tří zvažovaných nástupců zemřelého (vedle Wang Ťing-weje a Chu Chan-mina), ale byl zavražděn. Rodina byla přesvědčena, že za vraždou stojí právě Chu Chan-min z pravicového křídla Kuomintangu. Starší sestra Liao Čcheng-č’a pracovala jako osobní sekretářka Sung čching-ling, Sunjatsenovy vdovy, Liao Čcheng-č’ se účastnil politických aktivit levého křídla Kuomintangu. Po Čankajškově převratu roku 1927 a masakrování komunistů a prokomunistických sympatizantů Che Siang-ning poslala své děti pryč z Číny, Liao Čcheng-č’ odjel do Japonska studovat na univerzitě Waseda. V Japonsku roku 1928 vstoupil do Komunistické strany Číny, téhož roku 1928 byl z univerzity vyloučen kvůli účasti na protivládních demonstracích. Následně přes Šanghaj a Německo odjel do Moskvy, kde studoval na Komunistické univerzitě pracujících Východu, jeho spolužákem byl mimo jiné Ťiang Ťing-kuo, Čankajškův syn, se kterým se znal z Kantonu.

### Komunistický aktivista
Začátkem 30. let působil v revolučním hnutí v Německu, roku 1932 byl zatčen v Hamburku a vypovězen do Číny. Poté pracoval v komunistickém hnutí v Šanghaji, ale byl zatčen kuomintangskou policií roku 1932 a propuštěn pouze díky intervenci své matky a Sung Čching-ling u Čankajška. Roku 1934 se připojil ke 4. frontu čínské Rudé armády v S’-čchuanu a účastnil se Dlouhého pochodu. V Jen-anu poté pracoval ve stranickém propagandistickém aparátu a jako novinář. Roku 1938 byl vyslán do Hongkongu jako představitel 8. pochodové armády, zapojil se také do ilegální práce KS Číny v provincii Kuang-tung.
V květnu 1942 byl proto zatčen kuomintangskou policií a držen ve vězení do roku 1946, kdy byl v rámci širší dohody mezi komunisty a Kuomintangem propuštěn. Mezitím byl roku 1945 v nepřítomnosti na VII. sjezdu KS Číny zvolen kandidátem ústředního výboru. Poté byl tajemníkem Čou En-laje, v letech 1947–1949 působil jako tajemník jihočínského byra ÚV KS Číny, roku 1949 krátce vedl agenturu Sin-chua. Téhož roku byl převeden z kandidátů na členy ústředního výboru (znovuzvolen členem ÚV na VIII. sjezdu roku 1956).

### V Čínské lidové republice
V 50. a 60. letech působil ve vedení Novodemokratického svazu mládeže Číny, angažoval se v mírovém hnutí, byl místopředsedou výboru pro záležitosti zámořských Číňanů (který vedla jeho matka) a od roku 1959 jeho předsedou, zastupoval vedoucího oddělení jednotné fronty ÚV KS Číny (1951–1956), byl zástupcem vedoucího zahraničního úřadu státní rady (1958–1962). Od roku 1954 byl poslancem a členem stálého výboru Všečínského shromáždění lidových zástupců (znovuzvolen 1959 a 1965, do kulturní revoluce), ve stálém výboru vedl výbor pro zámořské Číňany (1959–1964). Ve výše uvedených funkcích často vystupoval v zahraničí, projevil se jako nadaný vyjednavač, přátelský, se smyslem pro humor; zvláště se věnoval vztahům s Japonskem, přičemž byl mezi čínskými diplomaty výjimečný svou vynikající znalostí japonštiny, znalostí Japonska a širokými styky založenými ve 20. letech. Od 50. do 80. let se setkal takřka se všemi významnými japonskými politiky a byznysmeny. Při setkáních Mao Ce-tunga s představiteli Japonska byl obvyklým překladatelem. Při rozhovorech s Japonci nezřídka vystupoval jako osobní pověřenec Čou En-laje, jednající neformálně mimo oficiální diplomatické kanály.
Během kulturní revoluce byl pronásledován a roku 1967 odstraněn z úřadů a funkcí, k diplomatické práci se mohl vrátit až roku 1971. Na X. sjezdu KS Číny byl zvolen členem ústředního výboru (znovuzvolen na sjezdech roku 1977 a 1982). Roku 1975 se vrátil do stálého výboru Všečínského shromáždění lidových zástupců a roku 1978 byl zvolen i jeho místopředsedou (do 1983). Od roku 1978 vedl úřad pro zahraniční Číňany při státní radě. Na XII. sjezdu KS Číny v září 1982 byl zvolen členem politbyra. Začátkem 80. let vedl čínskou delegaci při jednáních o Hongkongu se Spojeným královstvím.
V červnu 1983 byl v rámci obsazování státních orgánů v novém volebním období navržen do funkce viceprezidenta Čínské lidové republiky, ale 10. června 1983 zemřel v Pekingu. Je pohřben na Papaošanském revolučním hřbitově.
Jeho syn Liao Chuej byl také dlouholetým členem ústředního výboru KS Číny, vedoucím Úřadu pro záležitosti zámořských Číňanů, poté ředitelem Úřadu pro záležitosti Hongkongu a Macaa a místopředsedou Čínského lidového politického poradního shromáždění.